# Арслановский сельсовет (Чишминский район)
Арслановский сельсовет — муниципальное образование в Чишминском районе Башкортостана.
Согласно Закону о границах, статусе и административных центрах муниципальных образований в Республике Башкортостан имеет статус сельского поселения.

## Состав
с. Арсланово,
с. Аминево,
д. Ирек,
д. Леонидовка,
д. Новая.

## Население
| 2002  | 2009  | 2010  | 2012  | 2013  | 2014  | 2015  |
| ----- | ----- | ----- | ----- | ----- | ----- | ----- |
| 1672  | ↗1741 | ↘1623 | ↘1613 | ↘1591 | ↘1538 | ↘1530 |
| 2016  | 2017  | 2018  |       |       |       |       |
| →1530 | ↗1549 | ↗1636 |       |       |       |       |